# 陰部除毛

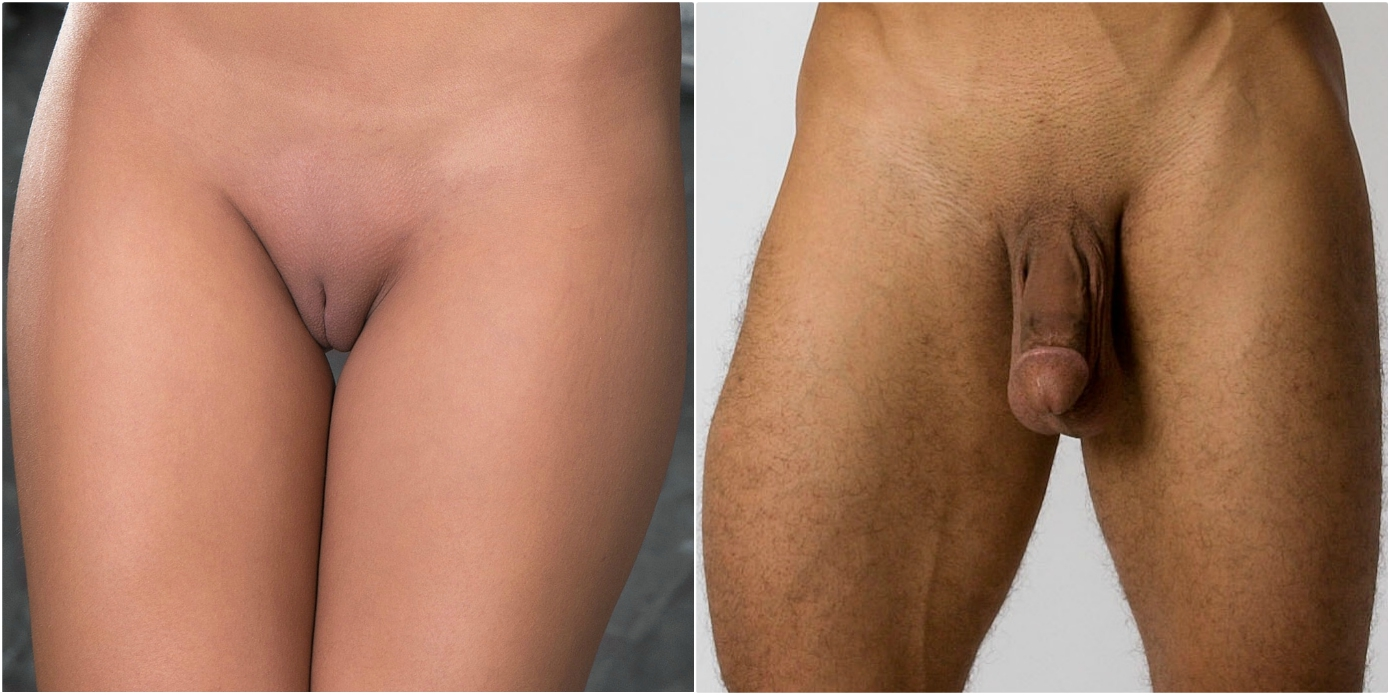
進行過陰部除毛的男女生殖器外觀

陰部除毛指的是完全或部分除去生殖器周圍的陰毛。 通常是為了達到美觀的需求。英語為「Removing pubic hair」但通常會使用詳細的除毛方法來指不同種類的陰部除毛，例如：使用「Waxing」來指蠟脫毛；使用「Shaving」來指剃毛。比基尼脫毛就是一種常見的陰部蠟脫毛。此外還可能使用雷射脫毛。

## 除毛区域

### 生殖器區域
陰部除毛最主要是去除生殖器周圍生長的阴毛。最主要包括：
- 女性：阴唇部位，特別是大陰唇上；陰阜上。
- 男性：阴茎上；阴囊上；恥骨區域。

與生殖器相鄰的會陰和肛门也属于生殖器除毛的区域。 

### 比基尼線
比基尼線也稱為比基尼區（Bikinizone）泛指女性會被比基尼泳衣下半部包覆的女陰區域。 在西方文化中因為女性陰毛的形狀大小均類似比基尼泳裤而稱之，並且他們習慣去除全部或是大部分的陰毛，因此比基尼脫毛（Bikini waxing）就直接作為女性陰部除毛的代稱。但在華語的範疇中，比基尼線除毛是指女性為了避免陰毛外露於比基尼外的不美觀狀況，可能只會對那些超過比基尼線範圍的陰毛進行剃除。

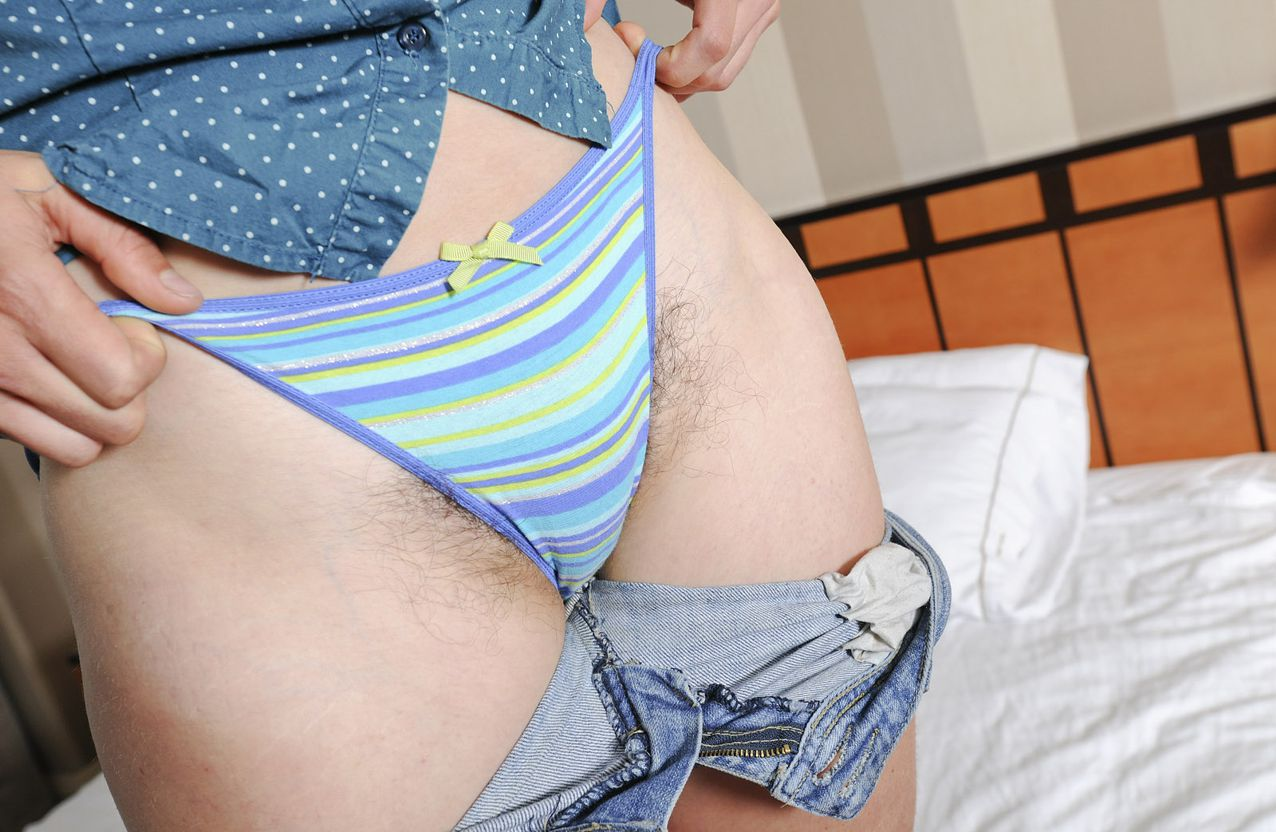
露出比基尼線外的陰毛

## 历史上的陰部除毛

### 部落文化
在远古时代的文化中，就已經存在有陰部除毛的傳統：
- 非洲部落：在許多非洲的部落中生殖器區域脫毛很常見，通常採用拔除法進行脫毛[1]。在非洲的努巴（Nuba），男女的陰部除毛都很常見。
- 南美洲部落：在南美洲，的部分地區的將陰唇稱為女性的「垂直微笑」，不應該被陰毛隱藏，陰毛並被認為是一種動物性的象徵[2]。南美洲渥雷尼（Huaorani）的婦女會在她們不想要毛髮的地方塗抹灰燼（因為這樣更好去除），然後除去毛髮[3]。

### 古代文明時期

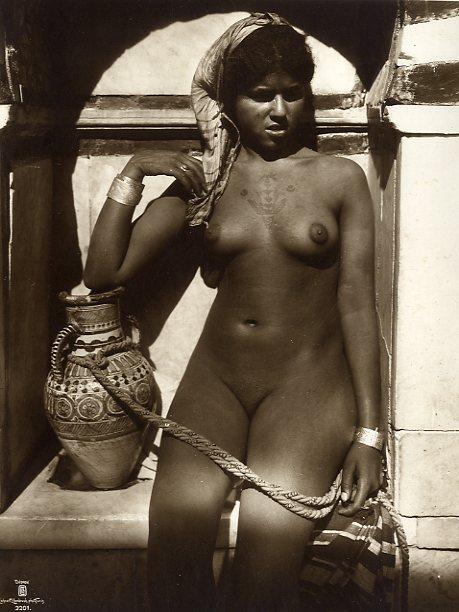
1900年代埃及女人的照片，可見依然存有陰部除毛的情況

除了小型部落文化外，古文明中，如美索不达米亚和埃及也有除毛的文化 。大約在西元前4000到3000年間，人來就開始以树脂、植物萃取物、動物脂肪、蝙蝠血等介質來除毛。 也會打磨石头或貝殼作為剃毛刀。在一些古代的文明中都有關於陰部除毛的證據：
- 古埃及文明：在古埃及，無毛的身體被視為一種美的理想狀態[5]。女性會除去眉毛之外的所有體毛，包括陰毛。人們剃光頭後會戴著精美的假髮。不過這也基於一個很重要的衛生因素：沒有體毛，蝨子或蟎蟲等寄生蟲就不會孳生。
- 古希臘文明：古希臘人也會去除陰毛[5]。從一些古希臘花瓶上的裸體畫像顯示，古希臘有一些除了頭髮外完全無毛的人。從西元前590年左右的記錄也證明女孩喜歡剃除陰毛，另外有一些證據則指出古典時代的男性對女性陰毛有明顯的厭惡，使得女性選擇完全剔除陰毛[6]。不過在這個時代的希臘藝術中為剔除陰毛的女性存在，但至少有部分人選擇了剔除陰毛[7]。
- 古羅馬時代：古羅馬時期的大型浴場開始出現，並作為個人護理中心。羅馬婦女也會在浴場去除腿部、腋窩和陰部的毛髮[8]，並使用鑷子修眉毛。衛生方面也開始有成為古代醫生的專業，一般公民所知之甚少。除了一些已知的舊有除毛方法外，也會使用石灰或砷等一些不太健康的方式無毛。由於古羅馬征服了歐洲、北非和中亞大部分地區，這些統治區域也跟隨了羅馬的沐浴和體育文化[9][10]。

### 中世紀歐洲
在中世紀的書籍中，裸體的男人和女人經常以一種沒有陰毛的狀態出現。但到底有多少比例的人會進行陰部除毛並不能從這類的藝術作品中推論出來。不過，一個12世紀的浮雕描繪了一個女人使用剪刀去除陰毛，這至少表明當時已經存在去除陰毛的方法。

到了15、16世紀，陰部除毛在歐洲獲得了另一種含義。隨著女巫狩獵的熱潮蔓延，也很多的方法被用來定罪女巫嫌疑犯。像是用針頭刺人體，並尋找身體上屬於魔鬼的疤痕或痣。如果被針刺後出現痣，則視為魔鬼的標誌，嫌疑犯會被剔除全身的毛髮。女性的乳房和陰阜區域會被徹底檢查，因為這些是被預期會出現「魔鬼標記」的地方。隨後嫌疑犯會在法庭上赤身裸體，而且女巫嫌疑犯會被全身脫毛，因為當時的人相信脫毛能夠使女巫失去魔力。

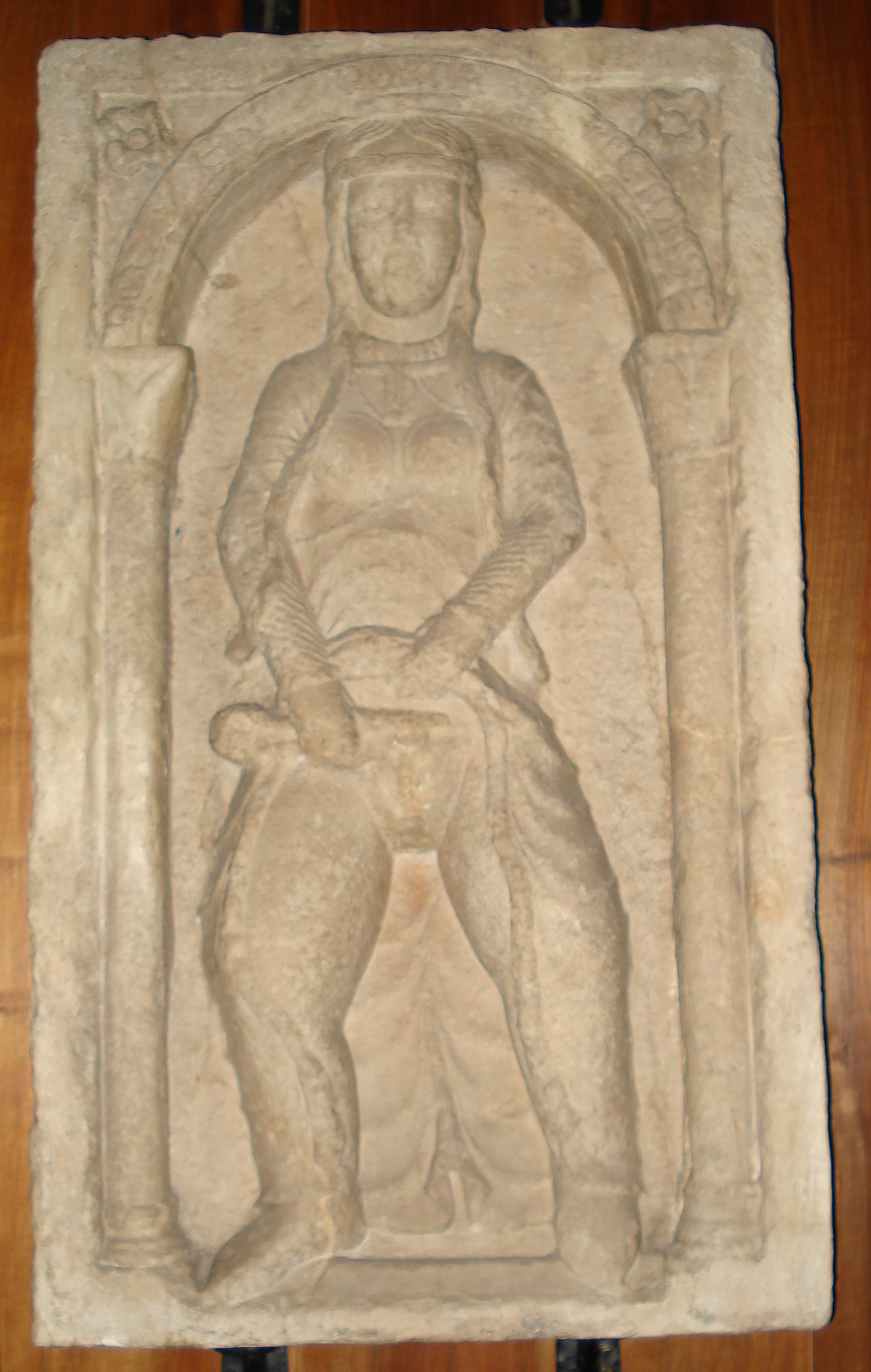
12世紀女人用剪刀進行陰部除毛的浮雕
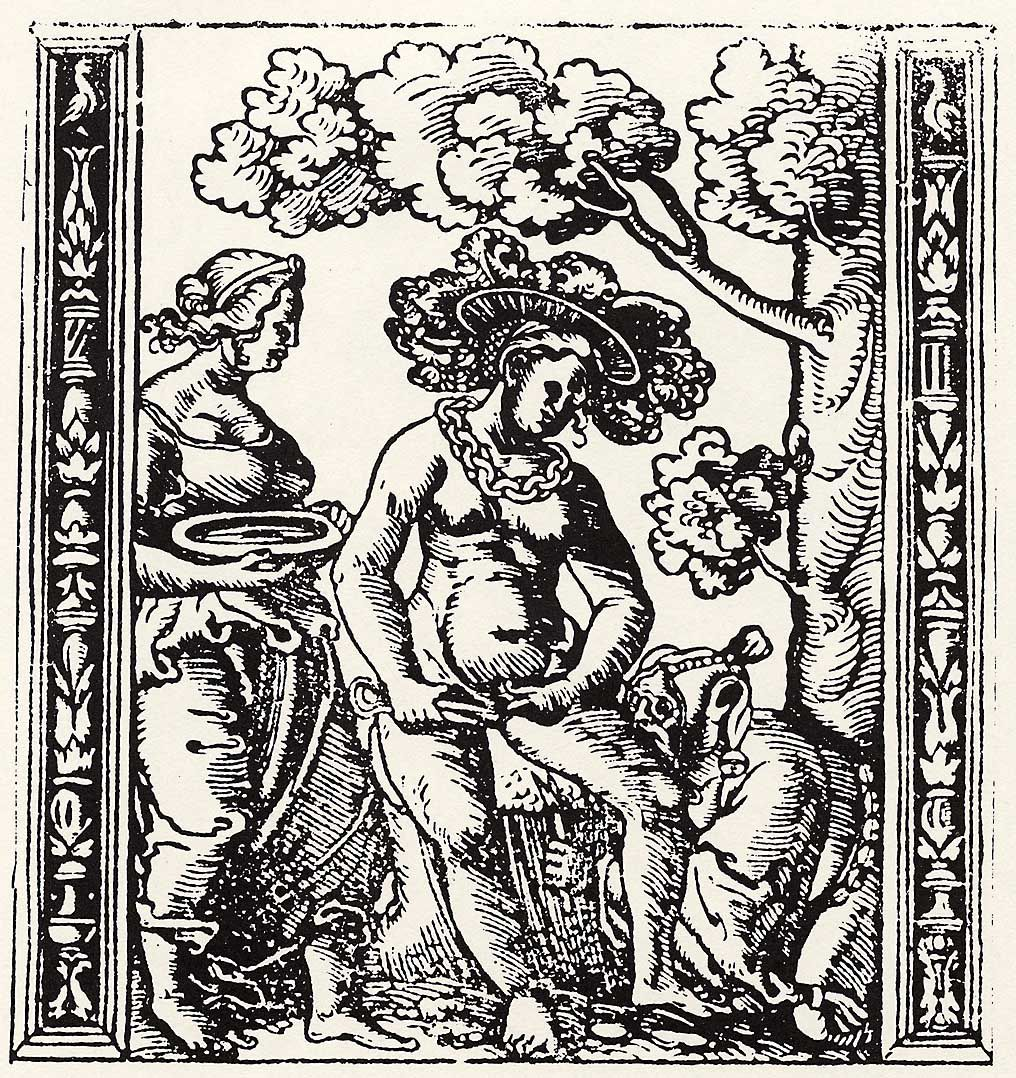
16世紀陰部除毛的板畫

### 伊斯蘭文化
伊斯蘭教自中世紀以來為其信徒制定了個人衛生和清潔的規範。根據伊斯蘭的清潔規則，穆斯林（包括男性和女性）必須每40天脫毛一次。女性通常會更頻繁的進行除毛工作。在乾燥的沙漠氣候中水資源相當稀少而珍貴，在這種無法時常清洗的情況下，除去陰毛是在衛生及清潔上較佳的選擇。雖然伊斯蘭文化中去除陰毛的一開始是基於衛生原因形成的宗教清潔規範，但也逐漸發展成奧斯曼帝國、伊斯蘭世界和土耳其普遍存在的理想美觀形式。1530年左右一個居住在奧斯曼帝國的意大利人Bassano de Zara曾描寫了对陰毛的憎惡。
土耳其人也繼承了羅馬帝國的沐浴文化，並發展出了土耳其浴。除了沐浴和蒸汗外，土耳其浴室也經營很多美容項目，像是男性的剃鬍、女性的脫毛及染髮。之後這種土耳其浴的文化又隨奧斯曼帝國、十字軍東征等歷史事件一同傳播。薩馬·伊本·芒基德（Usama ibn Munqidh，1095-1188年）隨法蘭克王國十字軍東征到達拜占庭時在土耳其浴接觸了陰部除毛，並使他愛上陰部除毛。他除了要求除去自己的陰毛外，還宣布要在他的家族中慣行陰部除毛。
在阿拉伯世界的傳統中，女性在婚禮的前一天要將頭髮和眉毛之外的所有的毛髮除去，至今這種傳統仍然存在。無毛的身體被認為是純潔和降服的象徵。「Halawa」是一種中東的脫毛方式，可以譯為糖化脫毛（Sugaring），這種脫毛方式使用焦糖和檸檬汁混合而成的溫熱糊狀物進行，類似於除毛蠟，糖化脫毛在該地區依然是常用的脫毛方法。脫毛後，通常還會敷上稱為「rusma」的糊狀物與氧化鈣，這個步驟可以減少毛髮再生。連續使用後，有可能會使陰毛永久性的去除。有時也會在脫毛後的陰部畫上曼海蒂。

### 20世紀以後
20世紀以後，除了在1920年代波希米亞主義的女性曾經流行陰部除毛外，去除陰毛並不常見。在納粹德國時期，德國女人必須按照理想的方式保留完整的金色陰毛。參與納粹主義的畫家阿道夫·齊格勒（Adolf Ziegler）的畫作中證明了這一點。電影黑色名冊中的女特工進行納粹臥底時也將頭髮與陰毛染成金色。在第二次世界大戰結束後的幾十年中，去除陰毛都很罕見。1968年在澳洲進行的一項研究發現，只有10％的女性完全去除陰毛，不過大多會修剪陰毛。1970到80年代，嬉皮運動展現了一種對自然性的偏愛，並普遍的將體毛視為自然性的一種表現，旺盛的陰毛再次變得很常見。
直到1990年代，才開始出現陰毛減少的趨勢。1994年巴西式脫毛美國推出，並透過媒體報導而聞名。 2000年巴西式脫毛出現在HBO發行的電視連續劇「慾望城市」的一集中，在該集中由莎拉·傑西卡·帕克飾演的其中一位女主角進行了巴西式脫毛。並在該電視劇中反复討論陰毛去除，使得陰毛去除成為媒體廣泛討論的主題。在過去幾十年的裸照與色情照片中，可以完整地追溯陰毛去除的趨勢。
2001年9月，花花公子首次刊出了模特兒陰部無毛的照片，是裸體模特兒達勒涅·庫提斯（Dalene Kurtis）的裸照，這代表著無毛的陰部開始被視為一種正常的狀態。自1990年代以來色情與色情產品的流行以及其日益增加的可及性被認為是除毛趨勢助長的原因之一。也因此生殖器在公眾的能見度開始成為社會美容規範的基礎，越來越開放的性道德與經常變換性伴侶也會影響個人對於陰部的審美規範。
一般來說，越來越多女性在身體某些部位需要公開展示會為該區域進行脫毛。包括了腋窩、腿部以及生殖器周圍的區域。不斷縮小的泳裝以及媒體中的裸露畫面都的強烈的顯示了這些區域在美感上受到毛髮干擾的事實。